# Wanino
Wanino (ros. Ва́нино) – osiedle typu miejskiego w Rosji, w Kraju Chabarowskim, nad Cieśniną Tatarską. Ma połączenie kolejowe z Władywostokiem oraz promowe z Chołmskiem na Sachalinie.
Liczba mieszkańców w 2005 roku wynosiła 18,4 tys.

## Współpraca
- Ishikari, Japonia
- Yeosu, Korea Południowa